# Doncollinara
× Doncollinara (abreviado Dclna ) es un híbrido intergenérico entre los géneros de orquídeas Cochlioda × Odontoglossum × Rodriguezia. Fue publicado en Orchid Rev. 90(1059, cppo): 8 (1982).